# Hajime Moriyasu
Hajime Moriyasu (森保 一?, Moriyasu Hajime; Kakegawa, 23 agosto 1968) è un allenatore di calcio ed ex calciatore giapponese, di ruolo centrocampista, commissario tecnico della nazionale giapponese, con cui è stato vicecampione d'Asia nel 2019.

## Biografia
Figlio di un costruttore navale, è il fratello maggiore dell'ex calciatore Hiroshi Moriyasu. Ha tre figli di nome Shōhei (1991), Keigo (1993) e Riku (2000), i quali hanno ripercorso le orme paterne divenendo calciatori.

## Carriera

### Giocatore

#### Club

##### Infanzia
Nato nella città di Kakegawa, situata nella prefettura di Shizuoka, durante l'infanzia, per motivi lavorativi del padre (che di professione faceva il costruttore navale) si è trasferito in vari luoghi, tra cui la città di Nagoya, di Yokosuka e di Karatsu. In quest'ultima città ha iniziato a frequentare il primo anno della scuola elementare di Kagamiyama, interrompendo dopo poco tempo e riprendendo il suo anno scolastico a Nagasaki.
Ha iniziato a dedicarsi seriamente al calcio a partire dal suo quinto anno di scuola elementare. L'anno seguente, nel 1979, ha partecipato come portiere alla quarta edizione del Torneo di calcio per ragazzi di tutto il Giappone, rappresentando la squadra Doikubi SSS (Doikubi Soccer Sports Boys' Club).
Nel 1981 si è iscritto alle scuole superiori dalla Nagasaki Municipal Fukahori Junior High School. Tre anni dopo è entrato a far parte della Nagasaki Nihon University High School, nonostante Moriyasu fosse voluto andare alla Nagasaki Prefectural Kunimi High School, una scuolamolto nota per la formazione calcistica che offre ai propri iscritti, ma suo padre si oppose alle sue richieste dopo aver osservato l'atteggiamento poco serio di Moriyasu nei confronti degli esami. Nella nuova scuola, è stato selezionato come centrocampista offensivo per disputare il campionato nazionale di Yamanashi.

##### Mazda SC/Sanfrecce Hiroshima
Nel 1987 si è unito alla Mazda Soccer Club, squadra iscritta alla Japan Football League di Hiroshima (noto ora come Sanfrecce Hiroshima), grazie ai buoni contatti con Kazuo Imanishi, direttore generale del club. Inizialmente, nella Mazda SC Moriyasu non eccelleva: infatti, in un primo momento giocava per la squadra satellite Mazda SC Toyo. Successivamente, fu scoperto da Hans Ooft (che in quell'anno divenne allenatore della Mazda SC), che nel 1991 gli fece firmare un contratto da professionista con la prima squadra, contribuendo nello stesso anno alla sua promozione nella prima divisione della Japan Football League.
Nel 1992 il Mazda SC ha subito un cambio di denominazione: in vista dell'anno calcistico 1993 ha modificato il nome in Sanfrecce Hiroshima e milita nella J.League, la massima divisione del campionato giapponese. Titolare inamovibile della rosa (assieme a Yahiro Kazama) sotto la guida del ct scozzese Stuart Baxter, ha segnato il suo primo gol con la maglia del Sanfrecce Hiroshima il 2 giugno 1993 contro il Nagoya Grampus Eight. Nel 1993 con la sua squadra riesce a vincere la Suntory Series del 1994, la prima fase della J.League, proclamandosi a fine anno vice-campioni in seguito alle due finali di play-off perse per 1-0 contro il Verdy Kawasaki.
Nel 1995 viene confermato come nuovo allenatore l'olandese Wim Jansen, che nel corso del campionato 1995 lo schiera in campo in diverse posizioni, tra cui come volante, punta e libero. A luglio di quell'anno, verso metà campionato, si infortunia subendo una frattura scomposta dell'articolazione della caviglia destra.
Nel 1997, dopo cinque stagioni con il Sanfrecce Hiroshima, gli viene proposto di unirsi al Kyoto Purple Sanga, club giapponese allenato dal suo ex commissario tecnico Hans Ooft militante in J.League. In un primo momento si era parlato di un trasferimento completo, ma i tifosi del Sanfrecce Hiroshima erano in disaccordo con questa scelta del club e quindi hanno raccolto firme contro il trasferimento definitivo, che è stato in seguito trasformato in un prestito.

##### Prestito al Kyoto Purple Sanga
Dopo un inizio difficile del Kyoto Purple Sanga che faticava a vincere le partite, il 2 giugno 1998 viene annunciato come nuovo commissario tecnico della squadra Hidehiko Shimizu. Nonostante il cambio allenatore, Moriyasu viene ugualmente confermato come elemento essenziale del club di Kyoto, accumulando a fine stagione 1998 un totale di 38 partite giocate e una rete segnata.

##### Ritorno al Sanfrecce Hiroshima
L'anno successivo 1999 gioca di nuovo per il Sanfrecce Hiroshima, rientrando dal prestito al Kyoto Purple Sanga. In quella stagione diventa il primo calciatore del club di Hiroshima a raggiungere le 200 presenze in J.League.
Nel 2001, con il nuovo allenatore russo Valerij Nepomnjaščij non riesce a trovare tanto spazio in campo, principalmente a causa dei suoi costanti infortuni.
A inizio 2002 ha ricevuto un'offerta per unirsi nello staff del Sanfrecce Hiroshima, ma ha rifiutato la proposta, accettando di continuare ancora la sua carriera come calciatore, malgrado la sua età. Non facendo più parte dei progetti del Sanfrecce Hiroshima, è stato invitato dall'allenatore Hidehiko Shimizu (con cui ha lavorato nel 1998) ad unirsi al Vegalta Sendai, offerta che in seguito ha accettato.

##### Vegalta Sendai
Ha vestito la maglietta del Vegalta Sendai, club di J.League Division 1 di Sendai dal 2002 al 2003. Era un pilastro della squadra, ma al termine della stagione 2003, il Vegalta Sendai è retrocesso in J.League Division 2, arrivando penultima.
Visto che è stato informato di essere fuori dai piani della squadra, nel gennaio 2004 ha annunciato ufficialmente il suo ritiro dal calcio attivo.

#### Nazionale
Nell'aprile del 1992 è stato convocato per la prima volta in nazionale dal suo ex allenatore del Mazda SC Hans Ooft, che nel frattempo è diventato ct della nazionale nipponica, che ha voluto chiamare diversi calciatori esordienti al fine di testarli in occasione della Kirin Cup.
Il 31 maggio dello stesso anno, Moriyasu fa il suo debutto in prima squadra giocando a Tokyo l'amichevole contro l'Argentina persa per 1-0. A fine partita, Moriyasu viene elogiato sia dall'allenatore argentino Alfio Basile, che dall'attaccante Claudio Caniggia, dicendo che "il Giappone ha un buon volante".
Convocato per la fase finale della Coppa d'Asia 1992, viene schierato titolare in quattro delle cinque gare casalinghe disputate dal Giappone, imponendosi con prestazioni di buon livello. Si laurea campione d'Asia l'8 novembre 1992 a Hiroshima, dopo la finale vinta per 1-0 contro l'Arabia Saudita.
Dopo essersi affermato come membro valido per la nazionale giapponese, nel 1993 ha partecipato alle qualificazioni asiatiche per la Coppa del Mondo del 1994 negli Stati Uniti, dove nell'ultima partita decisiva per la qualificazione contro l'Iraq ha potuto assistere in campo la nota “Tragedia di Doha”, che ha sancito l'eliminazione del Giappone dall'omonimo Mondiale; a Doha, al 90º minuto il Giappone stava vincendo per 2-1, fino a quando, al 91º Jaffar Omran Salman segna con un colpo di testa la rete del 2-2, facendo mancare la qualificazione alla compagine rappresentativa nipponica da USA 1994.
Preso in considerazione in nazionale anche dagli allenatori Paulo Roberto Falcão (1994) e Shu Kamo (1994-1997), il 10 febbraio 1996 realizza la sua prima rete con la nazionale nella amichevole vinta fuori casa contro l'Australia.
Dopo le amichevoli di febbraio 1996 non è stato più convocato come membro del Giappone, in quanto l'allenatore Shu Kamo ha preferito affidare il ruolo di volante a Motohiro Yamaguchi.
Con la nazionale giapponese vanta 35 presenze e una rete.

### Allenatore

#### Esperienze come vice allenatore
Nel 2004, anno in cui ha ottenuto il patentino di allenatore di classe S certificato dalla JFA, è stato nominato vice allenatore del Sanfrecce Hiroshima.
Nel febbraio 2005 ha assunto il doppio ruolo di vice tecnico, allenando in concomitanza con il Sanfrecce Hiroshima anche la nazionale giapponese di calcio U-19, stando sotto la guida del ct Yasushi Yoshida. Nel novembre 2006 è arrivato secondo con la nazionale U-19 all'AFC Youth Championship 2006.
Rimane con quell'incarico fino al termine della stagione 2009, stando alle spalle di Takeshi Ono (2002-2006), di Kazuyori Mochizuki (2006) e di Mihailo Petrović.
Per la stagione 2010 viene scelto come vice allenatore di Hisashi Kurosaki nell'Albirex Niigata, squadra militante in J.League Division 1.

#### Secondo ritorno e vittorie al Sanfrecce Hiroshima
Alla fine del 2011, il Sanfrecce Hiroshima ha comunicato il mancato prolungamento del contratto di Mihailo Petrović. La loro scelta per il nuovo allenatore è ricaduta su Moriyasu e quindi, nel 2012 è tornato al suo vecchio club di Hiroshima.
Il 1º dicembre 2012 è diventato il primo allenatore giapponese alla guida di un ex club di J.League Division 1 e il secondo allenatore giapponese (dopo Yasutaro Matsuki) a diventare Campione del Giappone, vincendo il campionato nazionale.
Al termine della stagione 2013, vince nuovamente il campionato nipponico, diventando assieme a Yasutaro Matsuki, Takeshi Okada e Oswaldo de Oliveira il quarto allenatore a vincere due titoli consecutivi.
Dopo un anno discreto in cui si è classificato con la squadra di Hiroshima ottavo, nel 2015 ha vinto per la terza volta il campionato giapponese.
Nel 2016 e nel 2017 arriva rispettivamente 6º e 15º in classifica; il 4 luglio 2017 annuncia le proprie dimissioni dal Sanfrecce Hiroshima, a causa degli scarsi risultati ottenuti.
In cinque anni e mezzo, con il Sanfrecce Hiroshima ha vinto tre campionati giapponesi (2012, 2013 e 2015) e tre Supercoppe del Giappone (2013, 2014 e 2016). Inoltre, ha ottenuto il terzo posto al Mondiale per club nel 2015.

#### Nazionale giapponese

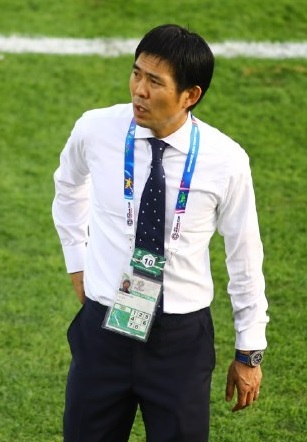
Moriyasu sulla panchina della nazionale giapponese nel 2019

Il 12 ottobre 2017, con uno stipendio di 48 milioni di yen all'anno, è stato nominato allenatore del Giappone U-23, con lo scopo di prepararla al meglio in vista delle Olimpiadi di Tokyo 2020.
Nell'aprile 2018, l'allora allenatore della nazionale Vahid Halilhodžić è stato improvvisamente esonerato a circa due mesi prima dell'inizio della Coppa del Mondo FIFA 2018 in Russia, per essere rimpiazzato da Akira Nishino. Moriyasu si è unito nello staff della nazionale giapponese come collaboratore tecnico di Nishino e Teguramori. Il Giappone ha concluso il suo percorso a Russia 2018 agli ottavi di finale, venendo sconfitti per 3-2 nella storica rimonta contro il Belgio.
Dopo che Akira Nishino si è dimesso come allenatore dei Samurai Blue, il 26 luglio 2018 è stato nominato allenatore della nazionale giapponese firmando un contratto quadriennale e ricevendo uno stipendio annuale di circa 150 milioni di yen.
Ciononostante, non abbandona il suo ruolo di allenatore del Giappone U-23 e per questa ragione diventa il secondo commissario tecnico a ricoprire il doppio incarico di allenatore della nazionale A e della squadra olimpica giapponese, dopo Philippe Troussier. In più, questa è la prima volta nella storia che un ct giapponese viene scelto come sostituto dopo il termine di una Coppa del Mondo.
Ritrovatosi già qualificato per la Coppa d'Asia 2019, alla fase finale negli Emirati Arabi Uniti, il Giappone vince il proprio girone con tre vittorie contro il Turkmenistan per 3-2, contro l'Oman per 1-0 e contro l'Uzbekistan per 2-1, qualificandosi per gli ottavi di finale, dove i Samurai Blue battono di misura 1-0 l'Arabia Saudita. Nei quarti di finale sconfiggono sempre 1-0 il Vietnam, mentre in semifinale eliminano l'Iran 3-0, segnando tutti i gol nel secondo tempo di gioco. In finale il Giappone si arrende di fronte al Qatar, che batte i nipponici per 3-1.
Visto che le Olimpiadi di Tokyo sono state rinviate di un anno a causa della pandemia di COVID-19, la Federazione calcistica giapponese ha preferito affidare la panchina della nazionale olimpica a Akinobu Yokouchi, al fine di promuovere a tempo pieno Moriyasu per la nazionale maggiore, facendolo concentrare unicamente per le partite di qualificazione per Qatar 2022.
A luglio 2021, Moriyasu ha ricoperto nuovamente l'incarico di allenatore della nazionale olimpica per le partite delle Olimpiadi di Tokyo, con Akinobu Yokouchi come vice allenatore. Con la nazionale olimpica è riuscito a superare il girone con tre vittorie su tre contro Sudafrica (1-0), Messico (2-1) e Francia (4-0). Ai quarti di finale ha battuto la Nuova Zelanda ai calci di rigore, mentre in semifinale e nella finale del 3º/4º posto viene sconfitto rispettivamente dalla Spagna (1-0) e dal Messico (3-1), non riuscendo a portare il Giappone sul podio visto che è arrivato quarto.
Il 24 marzo 2022 ottiene la qualificazione certa per Qatar 2022, superando nella seconda fase Tagikistan, Kirghizistan, Mongolia e Birmania e nella terza fase Oman, Cina e Vietnam e qualificandosi con Arabia Saudita e Australia.
Alla fase finale del campionato del mondo 2022 il Giappone viene inserito nel difficile girone E assieme a Spagna, Costa Rica e Germania. Tuttavia, il 23 novembre 2022 sconfigge inaspettatamente la Germania 2-1, grazie alla rimonta giapponese del secondo tempo dovuta alla scelta azzeccata delle sostituzioni da parte di Moriyasu. Contro la Costa Rica il Giappone domina la partita, ma riesce a farsi beffare agli ultimi minuti di gioco dall'unico tiro in porta realizzato dalla squadra centramericana, compromettendo l’accesso agli ottavi di finale. Il 1º dicembre, il Giappone passa nuovamente in svantaggio contro la Spagna; pertanto, complici i cambi indovinati da Moriyasu, il Giappone ribalta la partita e batte gli spagnoli ancora per 2-1, qualificandosi contro ogni pronostico al primo posto con un totale di 6 punti. Agli ottavi di finale contro la Croazia vede la sua squadra arrendersi ai calci di rigore dopo aver terminato i tempi regolamentari con il punteggio di 1-1.
Il 28 dicembre 2022 viene riconfermato come allenatore della Nazionale giapponese, prolungando il suo contratto fino al 2026. Inoltre, dal 1998 (anno della prima partecipazione ad un Mondiale dei nipponici) diventa il primo commissario tecnico ad essere riconfermato sulla panchina del Giappone dopo un Campionato del mondo.
Nel 2024 guida nuovamente la nazionale in occasione della sua seconda Coppa d'Asia di fila. Dopo aver superato, con qualche difficoltà, la fase a gironi, la nazionale nipponica si rende protagonista del successo agli ottavi di finale prevalendo contro il Bahrein per 3-1, salvo poi perdere in rimonta nel quarto di finale contro l'Iran (1-2) con un calcio di rigore assegnato negli ultimi minuti di recupero dei tempi regolamentari a favore degli avversari, smentendo gran parte dei pronostici che davano per favoriti i giapponesi.
Subito dopo la sconfitta contro l'Iran, viene riconfermato dal presidente della Japan Football Association Kōzō Tashima come ct dei Samurai Blue, malgrado il mancato obiettivo di vincere la massima manifestazione asiatica. A sostegno delle parole di Tashima, l'8 febbraio seguente anche il presidente del comitato tecnico della Japan Football Association Yasuharu Sorimachi ha dato massimo appoggio per Moriyasu, sottolineando che sarà alla guida della nazionale anche per le prossime partite di qualificazione ai Mondiali 2026.

## Statistiche

### Cronologia presenze e reti in nazionale
| Cronologia completa delle presenze e delle reti in nazionale ― Giappone | Cronologia completa delle presenze e delle reti in nazionale ― Giappone | Cronologia completa delle presenze e delle reti in nazionale ― Giappone | Cronologia completa delle presenze e delle reti in nazionale ― Giappone | Cronologia completa delle presenze e delle reti in nazionale ― Giappone | Cronologia completa delle presenze e delle reti in nazionale ― Giappone | Cronologia completa delle presenze e delle reti in nazionale ― Giappone | Cronologia completa delle presenze e delle reti in nazionale ― Giappone |
| Data                                                                    | Città                                                                   | In casa                                                                 | Risultato                                                               | Ospiti                                                                  | Competizione                                                            | Reti                                                                    | Note                                                                    |
| ----------------------------------------------------------------------- | ----------------------------------------------------------------------- | ----------------------------------------------------------------------- | ----------------------------------------------------------------------- | ----------------------------------------------------------------------- | ----------------------------------------------------------------------- | ----------------------------------------------------------------------- | ----------------------------------------------------------------------- |
| 31-5-1992                                                               | Tokyo                                                                   | Giappone                                                                | 0 – 1                                                                   | Argentina                                                               | Amichevole                                                              | -                                                                       |                                                                         |
| 7-6-1992                                                                | Matsuyama                                                               | Giappone                                                                | 0 – 1                                                                   | Galles                                                                  | Amichevole                                                              | -                                                                       | 7’                                                                      |
| 22-8-1992                                                               | Pechino                                                                 | Giappone                                                                | 0 – 0                                                                   | Corea del Sud                                                           | Amichevole                                                              | -                                                                       |                                                                         |
| 30-10-1992                                                              | Onomichi                                                                | Giappone                                                                | 0 – 0                                                                   | Emirati Arabi Uniti                                                     | Amichevole                                                              | -                                                                       | 6’                                                                      |
| 1-11-1992                                                               | Hiroshima                                                               | Giappone                                                                | 1 – 1                                                                   | Corea del Nord                                                          | Coppa d'Asia 1992 - 1º turno                                            | -                                                                       |                                                                         |
| 3-11-1992                                                               | Hiroshima                                                               | Iran                                                                    | 0 – 1                                                                   | Giappone                                                                | Coppa d'Asia 1992 - 1º turno                                            | -                                                                       |                                                                         |
| 6-11-1992                                                               | Hiroshima                                                               | Giappone                                                                | 3 – 2                                                                   | Cina                                                                    | Coppa d'Asia 1992 - Semifinale                                          | -                                                                       | 75’                                                                     |
| 7-3-1993                                                                | Fukuoka                                                                 | Giappone                                                                | 0 – 1                                                                   | Ungheria                                                                | Amichevole                                                              | -                                                                       |                                                                         |
| 14-3-1993                                                               | Tokyo                                                                   | Giappone                                                                | 3 – 1                                                                   | Stati Uniti                                                             | Amichevole                                                              | -                                                                       |                                                                         |
| 8-4-1993                                                                | Kōbe                                                                    | Giappone                                                                | 1 – 0                                                                   | Thailandia                                                              | Qual. Mondiali 1994                                                     | -                                                                       | 76’                                                                     |
| 11-4-1993                                                               | Tokyo                                                                   | Giappone                                                                | 8 – 0                                                                   | Bangladesh                                                              | Qual. Mondiali 1994                                                     | -                                                                       |                                                                         |
| 15-4-1993                                                               | Tokyo                                                                   | Giappone                                                                | 5 – 0                                                                   | Sri Lanka                                                               | Qual. Mondiali 1994                                                     | -                                                                       |                                                                         |
| 18-4-1993                                                               | Tokyo                                                                   | Giappone                                                                | 2 – 0                                                                   | Emirati Arabi Uniti                                                     | Qual. Mondiali 1994                                                     | -                                                                       | 16’                                                                     |
| 28-4-1993                                                               | Dubai                                                                   | Thailandia                                                              | 0 – 1                                                                   | Giappone                                                                | Qual. Mondiali 1994                                                     | -                                                                       |                                                                         |
| 30-4-1993                                                               | Dubai                                                                   | Bangladesh                                                              | 1 – 4                                                                   | Giappone                                                                | Qual. Mondiali 1994                                                     | -                                                                       |                                                                         |
| 5-5-1993                                                                | Dubai                                                                   | Sri Lanka                                                               | 0 – 6                                                                   | Giappone                                                                | Qual. Mondiali 1994                                                     | -                                                                       | 67’                                                                     |
| 7-5-1993                                                                | al-'Ayn                                                                 | Emirati Arabi Uniti                                                     | 1 – 1                                                                   | Giappone                                                                | Qual. Mondiali 1994                                                     | -                                                                       |                                                                         |
| 4-10-1993                                                               | Tokyo                                                                   | Giappone                                                                | 1 – 0                                                                   | Costa d'Avorio                                                          | Amichevole                                                              | -                                                                       |                                                                         |
| 15-10-1993                                                              | Doha                                                                    | Arabia Saudita                                                          | 0 – 0                                                                   | Giappone                                                                | Qual. Mondiali 1994                                                     | -                                                                       |                                                                         |
| 18-10-1993                                                              | Doha                                                                    | Iran                                                                    | 2 – 1                                                                   | Giappone                                                                | Qual. Mondiali 1994                                                     | -                                                                       |                                                                         |
| 21-10-1993                                                              | Doha                                                                    | Corea del Nord                                                          | 0 – 3                                                                   | Giappone                                                                | Qual. Mondiali 1994                                                     | -                                                                       | 89’                                                                     |
| 28-10-1993                                                              | Doha                                                                    | Iraq                                                                    | 2 – 2                                                                   | Giappone                                                                | Qual. Mondiali 1994                                                     | -                                                                       |                                                                         |
| 22-5-1994                                                               | Hiroshima                                                               | Giappone                                                                | 1 – 1                                                                   | Australia                                                               | Amichevole                                                              | -                                                                       | 83’                                                                     |
| 29-5-1994                                                               | Tokyo                                                                   | Giappone                                                                | 1 – 4                                                                   | Francia                                                                 | Amichevole                                                              | -                                                                       | 56’                                                                     |
| 8-7-1994                                                                | Nagoya                                                                  | Giappone                                                                | 3 – 2                                                                   | Ghana                                                                   | Amichevole                                                              | -                                                                       |                                                                         |
| 14-7-1994                                                               | Kōbe                                                                    | Giappone                                                                | 2 – 1                                                                   | Ghana                                                                   | Amichevole                                                              | -                                                                       |                                                                         |
| 15-2-1995                                                               | Sydney                                                                  | Australia                                                               | 2 – 1                                                                   | Giappone                                                                | Amichevole                                                              | -                                                                       | 75’                                                                     |
| 21-2-1995                                                               | Hong Kong                                                               | Corea del Sud                                                           | 1 – 1                                                                   | Giappone                                                                | Amichevole                                                              | -                                                                       |                                                                         |
| 23-2-1995                                                               | Hong Kong                                                               | Giappone                                                                | 2 – 1                                                                   | Cina                                                                    | Amichevole                                                              | -                                                                       |                                                                         |
| 26-2-1995                                                               | Hong Kong                                                               | Giappone                                                                | 2 – 2 dts (5 – 3 dtr)                                                   | Corea del Sud                                                           | Amichevole                                                              | -                                                                       |                                                                         |
| 6-6-1995                                                                | Liverpool                                                               | Brasile                                                                 | 3 – 0                                                                   | Giappone                                                                | Amichevole                                                              | -                                                                       | 80’                                                                     |
| 10-6-1995                                                               | Nottingham                                                              | Svezia                                                                  | 2 – 2                                                                   | Giappone                                                                | Amichevole                                                              | -                                                                       | 71’                                                                     |
| 10-2-1996                                                               | Wollongong                                                              | Australia                                                               | 1 – 4                                                                   | Giappone                                                                | Amichevole                                                              | 1                                                                       |                                                                         |
| 14-2-1996                                                               | Melbourne                                                               | Australia                                                               | 3 – 0                                                                   | Giappone                                                                | Amichevole                                                              | -                                                                       | 53’ 65’                                                                 |
| 19-2-1996                                                               | Hong Kong                                                               | Giappone                                                                | 5 – 0                                                                   | Polonia                                                                 | Amichevole                                                              | -                                                                       | 13’                                                                     |
| Totale                                                                  |                                                                         | Presenze                                                                | 35                                                                      |                                                                         | Reti                                                                    | 1                                                                       |                                                                         |

### Statistiche da allenatore

#### Club
Statistiche aggiornate al 22 gennaio 2021.
| Stagione        | Squadra             | Campionato      | Campionato | Campionato | Campionato | Campionato | Coppe nazionali | Coppe nazionali | Coppe nazionali | Coppe nazionali | Coppe nazionali | Coppe continentali | Coppe continentali | Coppe continentali | Coppe continentali | Coppe continentali | Altre coppe | Altre coppe | Altre coppe | Altre coppe | Altre coppe | Totale | Totale | Totale | Totale | % Vittorie | Piazzamento |
| Stagione        | Squadra             | Comp            | G          | V          | N          | P          | Comp            | G               | V               | N               | P               | Comp               | G                  | V                  | N                  | P                  | Comp        | G           | V           | N           | P           | G      | V      | N      | P      | %          | Piazzamento |
| --------------- | ------------------- | --------------- | ---------- | ---------- | ---------- | ---------- | --------------- | --------------- | --------------- | --------------- | --------------- | ------------------ | ------------------ | ------------------ | ------------------ | ------------------ | ----------- | ----------- | ----------- | ----------- | ----------- | ------ | ------ | ------ | ------ | ---------- | ----------- |
| 2012            | Sanfrecce Hiroshima | J1              | 34         | 19         | 7          | 8          | CI+CdL          | 1+6             | 0+1             | 0+1             | 1+4             | -                  | -                  | -                  | -                  | -                  | CmC         | 3           | 2           | 0           | 1           | 44     | 22     | 8      | 14     | 50,00      | 1°          |
| 2013            | Sanfrecce Hiroshima | J1              | 34         | 19         | 6          | 9          | CI+CdL          | 6+2             | 3+1             | 2+0             | 1+1             | ACL                | 6                  | 0                  | 3                  | 3                  | SG          | 1           | 1           | 0           | 0           | 49     | 24     | 11     | 14     | 48,98      | 1°          |
| 2014            | Sanfrecce Hiroshima | J1              | 34         | 13         | 11         | 10         | CI+CdL          | 3+5             | 2+1             | 0+2             | 1+2             | ACL                | 8                  | 3                  | 3                  | 2                  | SG          | 1           | 1           | 0           | 0           | 51     | 20     | 16     | 15     | 39,22      | 8°          |
| 2015            | Sanfrecce Hiroshima | J1              | 34+2       | 23+1       | 5+1        | 6          | CI+CdL          | 5+6             | 4+2             | 0+3             | 1+1             | -                  | -                  | -                  | -                  | -                  | CmC         | 4           | 3           | 0           | 1           | 51     | 33     | 9      | 9      | 64,71      | 1°          |
| 2016            | Sanfrecce Hiroshima | J1              | 34         | 16         | 7          | 11         | CI+CdL          | 2+2             | 1+0             | 0+1             | 1+1             | ACL                | 6                  | 3                  | 0                  | 3                  | SG          | 1           | 1           | 0           | 0           | 45     | 21     | 8      | 16     | 46,67      | 6°          |
| feb.-lug. 2017  | Sanfrecce Hiroshima | J1              | 17         | 2          | 4          | 11         | CI+CdL          | 1+7             | 1+3             | 0+1             | 0+3             | -                  | -                  | -                  | -                  | -                  | -           | -           | -           | -           | -           | 25     | 6      | 5      | 14     | 24,00      | Dim         |
| Totale carriera | Totale carriera     | Totale carriera | 189        | 93         | 41         | 55         |                 | 46              | 19              | 10              | 17              |                    | 20                 | 6                  | 6                  | 8                  |             | 10          | 8           | 0           | 2           | 265    | 126    | 57     | 82     | 47,55      |             |

#### Panchine da commissario tecnico della nazionale giapponese
| Cronologia completa delle presenze e delle reti in nazionale ― Giappone | Cronologia completa delle presenze e delle reti in nazionale ― Giappone | Cronologia completa delle presenze e delle reti in nazionale ― Giappone | Cronologia completa delle presenze e delle reti in nazionale ― Giappone | Cronologia completa delle presenze e delle reti in nazionale ― Giappone | Cronologia completa delle presenze e delle reti in nazionale ― Giappone | Cronologia completa delle presenze e delle reti in nazionale ― Giappone                                                                   | Cronologia completa delle presenze e delle reti in nazionale ― Giappone |
| Data                                                                    | Città                                                                   | In casa                                                                 | Risultato                                                               | Ospiti                                                                  | Competizione                                                            | Reti | Note                                                                    |
| ----------------------------------------------------------------------- | ----------------------------------------------------------------------- | ----------------------------------------------------------------------- | ----------------------------------------------------------------------- | ----------------------------------------------------------------------- | ----------------------------------------------------------------------- | --- | ----------------------------------------------------------------------- |
| 11-9-2018                                                               | Ōsaka                                                                   | Giappone                                                                | 3 – 0                                                                   | Costa Rica                                                              | Amichevole                                                              | Autorete Takumi Minamino Jun'ya Itō | Cap: T. Aoyama                                                          |
| 12-10-2018                                                              | Niigata                                                                 | Giappone                                                                | 3 – 0                                                                   | Panama                                                                  | Amichevole                                                              | Takumi Minamino Jun'ya Itō Autorete | Cap: T. Aoyama                                                          |
| 16-10-2018                                                              | Saitama                                                                 | Giappone                                                                | 4 – 3                                                                   | Uruguay                                                                 | Amichevole                                                              | Takumi Minamino (x2) Yūya Ōsako Ritsu Dōan                                                                                                | Cap: M. Yoshida                                                         |
| 16-11-2018                                                              | Ōita                                                                    | Giappone                                                                | 1 – 1                                                                   | Venezuela                                                               | Amichevole                                                              | Hiroki Sakai | Cap: M. Yoshida                                                         |
| 20-11-2018                                                              | Toyota                                                                  | Giappone                                                                | 4 – 0                                                                   | Kirghizistan                                                            | Amichevole                                                              | Ryōsuke Yamanaka Genki Haraguchi Yūya Ōsako Shōya Nakajima                                                                                | Cap: T. Makino                                                          |
| 9-1-2019                                                                | Abu Dhabi                                                               | Giappone                                                                | 3 – 2                                                                   | Turkmenistan                                                            | Coppa d'Asia 2019 - 1º turno                                            | Yūya Ōsako (x2) Ritsu Dōan | Cap: M. Yoshida                                                         |
| 13-1-2019                                                               | Abu Dhabi                                                               | Oman                                                                    | 0 – 1                                                                   | Giappone                                                                | Coppa d'Asia 2019 - 1º turno                                            | Genki Haraguchi (rig.) | Cap: M. Yoshida                                                         |
| 17-1-2019                                                               | al-'Ayn                                                                 | Giappone                                                                | 2 – 1                                                                   | Uzbekistan                                                              | Coppa d'Asia 2019 - 1º turno                                            | Yoshinori Mutō Tsukasa Shiotani | Cap: T. Aoyama                                                          |
| 21-1-2019                                                               | Sharjah                                                                 | Giappone                                                                | 1 – 0                                                                   | Arabia Saudita                                                          | Coppa d'Asia 2019 - Ottavi di finale                                    | Takehiro Tomiyasu | Cap: M. Yoshida                                                         |
| 24-1-2019                                                               | Dubai                                                                   | Vietnam                                                                 | 0 – 1                                                                   | Giappone                                                                | Coppa d'Asia 2019 - Quarti di finale                                    | Ritsu Dōan (rig.) | Cap: M. Yoshida                                                         |
| 28-1-2019                                                               | al-'Ayn                                                                 | Iran                                                                    | 0 – 3                                                                   | Giappone                                                                | Coppa d'Asia 2019 - Semifinale                                          | Yūya Ōsako (rig.) Genki Haraguchi | Cap: M. Yoshida                                                         |
| 1-2-2019                                                                | Abu Dhabi                                                               | Giappone                                                                | 1 – 3                                                                   | Qatar                                                                   | Coppa d'Asia 2019 - Finale                                              | Takumi Minamino | Cap: M. Yoshida                                                         |
| 22-3-2019                                                               | Yokohama                                                                | Giappone                                                                | 0 – 1                                                                   | Colombia                                                                | Amichevole                                                              | - | Cap: G. Shibasaki                                                       |
| 26-3-2019                                                               | Kobe                                                                    | Giappone                                                                | 1 – 0                                                                   | Bolivia                                                                 | Amichevole                                                              | Shōya Nakajima | Cap: S. Kagawa                                                          |
| 5-6-2019                                                                | Toyota                                                                  | Giappone                                                                | 0 – 0                                                                   | Trinidad e Tobago                                                       | Amichevole                                                              | - | Cap: G. Shibasaki                                                       |
| 9-6-2019                                                                | Rifu                                                                    | Giappone                                                                | 2 – 0                                                                   | El Salvador                                                             | Amichevole                                                              | Kensuke Nagai (x2) | Cap: G. Shōji                                                           |
| 18-6-2019                                                               | San Paolo                                                               | Giappone                                                                | 0 – 4                                                                   | Cile                                                                    | Coppa America 2019 - 1º turno                                           | - | Cap: G. Shibasaki                                                       |
| 21-6-2019                                                               | Porto Alegre                                                            | Uruguay                                                                 | 2 – 2                                                                   | Giappone                                                                | Coppa America 2019 - 1º turno                                           | Kōji Miyoshi (x2) | Cap: G. Shibasaki                                                       |
| 25-6-2019                                                               | Belo Horizonte                                                          | Ecuador                                                                 | 1 – 1                                                                   | Giappone                                                                | Coppa America 2019 - 1º turno                                           | Shōya Nakajima | Cap: G. Shibasaki                                                       |
| 5-9-2019                                                                | Kashima                                                                 | Giappone                                                                | 2 – 0                                                                   | Paraguay                                                                | Amichevole                                                              | Yūya Ōsako Takumi Minamino | Cap: M. Yoshida                                                         |
| 10-9-2019                                                               | Yangon                                                                  | Birmania                                                                | 0 – 2                                                                   | Giappone                                                                | Qual. Mondiali 2022                                                     | Shōya Nakajima Takumi Minamino | Cap: M. Yoshida                                                         |
| 10-10-2019                                                              | Saitama                                                                 | Giappone                                                                | 6 – 0                                                                   | Mongolia                                                                | Qual. Mondiali 2022                                                     | Takumi Minamino Maya Yoshida Yūto Nagatomo Kensuke Nagai Wataru Endō Daichi Kamada                                                        | Cap: M. Yoshida                                                         |
| 15-10-2019                                                              | Dushanbe                                                                | Tagikistan                                                              | 0 – 3                                                                   | Giappone                                                                | Qual. Mondiali 2022                                                     | Takumi Minamino (x2) Takuma Asano | Cap: M. Yoshida                                                         |
| 14-11-2019                                                              | Biškek                                                                  | Kirghizistan                                                            | 0 – 2                                                                   | Giappone                                                                | Qual. Mondiali 2022                                                     | Takumi Minamino (rig.) Genki Haraguchi | Cap: M. Yoshida                                                         |
| 19-11-2019                                                              | Suita                                                                   | Giappone                                                                | 1 – 4                                                                   | Venezuela                                                               | Amichevole                                                              | Hotaru Yamaguchi | Cap: G. Shibasaki                                                       |
| 10-12-2019                                                              | Pusan                                                                   | Cina                                                                    | 1 – 2                                                                   | Giappone                                                                | Coppa dell'Asia orientale 2019                                          | Musashi Suzuki Genta Miura | Cap: S. Sasaki                                                          |
| 14-12-2019                                                              | Pusan                                                                   | Giappone                                                                | 5 – 0                                                                   | Hong Kong                                                               | Coppa dell'Asia orientale 2019                                          | Daiki Suga Kyōsuke Tagawa Kōki Ogawa (x3)                                                                                                 | Cap: R. Ōshima                                                          |
| 18-12-2019                                                              | Pusan                                                                   | Corea del Sud                                                           | 1 – 0                                                                   | Giappone                                                                | Coppa dell'Asia orientale 2019                                          | - | Cap: S. Sasaki                                                          |
| 9-10-2020                                                               | Utrecht                                                                 | Giappone                                                                | 0 – 0                                                                   | Camerun                                                                 | Amichevole                                                              | - | Cap: M. Yoshida                                                         |
| 13-10-2020                                                              | Utrecht                                                                 | Giappone                                                                | 1 – 0                                                                   | Costa d'Avorio                                                          | Amichevole                                                              | Naomichi Ueda | Cap: M. Yoshida                                                         |
| 12-11-2020                                                              | Graz                                                                    | Giappone                                                                | 1 – 0                                                                   | Panama                                                                  | Amichevole                                                              | Takumi Minamino (rig.) | Cap: M. Yoshida                                                         |
| 17-11-2020                                                              | Graz                                                                    | Giappone                                                                | 0 – 2                                                                   | Messico                                                                 | Amichevole                                                              | - | Cap: M. Yoshida                                                         |
| 25-3-2021                                                               | Yokohama                                                                | Giappone                                                                | 3 – 0                                                                   | Corea del Sud                                                           | Amichevole                                                              | Miki Yamane Daichi Kamada Wataru Endō | Cap: M. Yoshida                                                         |
| 30-3-2021                                                               | Chiba                                                                   | Mongolia                                                                | 0 – 14                                                                  | Giappone                                                                | Qual. Mondiali 2022                                                     | Takumi Minamino Yūya Ōsako (x3) Daichi Kamada Hidemasa Morita Autorete Shō Inagaki (x2) Jun'ya Itō (x2) Kyōgo Furuhashi (x2) Takuma Asano | Cap: M. Yoshida                                                         |
| 28-5-2021                                                               | Chiba                                                                   | Giappone                                                                | 10 – 0                                                                  | Birmania                                                                | Qual. Mondiali 2022                                                     | Takumi Minamino (x2) Yūya Ōsako (x5) Hidemasa Morita Daichi Kamada Kō Itakura                                                             | Cap: M. Yoshida                                                         |
| 7-6-2021                                                                | Suita                                                                   | Giappone                                                                | 4 – 1                                                                   | Tagikistan                                                              | Qual. Mondiali 2022                                                     | Kyōgo Furuhashi Takumi Minamino Kento Hashimoto Hayao Kawabe                                                                              | Cap: G. Haraguchi                                                       |
| 11-6-2021                                                               | Kobe                                                                    | Giappone                                                                | 1 – 0                                                                   | Serbia                                                                  | Amichevole                                                              | Jun'ya Itō | Cap: Y. Nagatomo                                                        |
| 15-6-2021                                                               | Suita                                                                   | Giappone                                                                | 5 – 1                                                                   | Kirghizistan                                                            | Qual. Mondiali 2022                                                     | Ado Onaiwu (x3) Shō Sasaki Takuma Asano                                                                                                   | Cap: G. Haraguchi                                                       |
| 2-9-2021                                                                | Suita                                                                   | Giappone                                                                | 0 – 1                                                                   | Oman                                                                    | Qual. Mondiali 2022                                                     | - | Cap: M. Yoshida                                                         |
| 7-9-2021                                                                | Doha                                                                    | Cina                                                                    | 0 – 1                                                                   | Giappone                                                                | Qual. Mondiali 2022                                                     | Yūya Ōsako | Cap: M. Yoshida                                                         |
| 7-10-2021                                                               | Jeddah                                                                  | Arabia Saudita                                                          | 1 – 0                                                                   | Giappone                                                                | Qual. Mondiali 2022                                                     | - | Cap: M. Yoshida                                                         |
| 12-10-2021                                                              | Saitama                                                                 | Giappone                                                                | 2 – 1                                                                   | Australia                                                               | Qual. Mondiali 2022                                                     | Ao Tanaka Autorete | Cap: M. Yoshida                                                         |
| 11-11-2021                                                              | Hanoi                                                                   | Vietnam                                                                 | 0 – 1                                                                   | Giappone                                                                | Qual. Mondiali 2022                                                     | Jun'ya Itō | Cap: M. Yoshida                                                         |
| 16-11-2021                                                              | Mascate                                                                 | Oman                                                                    | 0 – 1                                                                   | Giappone                                                                | Qual. Mondiali 2022                                                     | Jun'ya Itō | Cap: M. Yoshida                                                         |
| 27-1-2022                                                               | Saitama                                                                 | Giappone                                                                | 2 – 0                                                                   | Cina                                                                    | Qual. Mondiali 2022                                                     | Yūya Ōsako (rig.) Jun'ya Itō | Cap: W. Endō                                                            |
| 1-2-2022                                                                | Saitama                                                                 | Giappone                                                                | 2 – 0                                                                   | Arabia Saudita                                                          | Qual. Mondiali 2022                                                     | Takumi Minamino Jun'ya Itō | Cap: W. Endō                                                            |
| 24-3-2022                                                               | Sydney                                                                  | Australia                                                               | 0 – 2                                                                   | Giappone                                                                | Qual. Mondiali 2022                                                     | Kaoru Mitoma (x2) | Cap: M. Yoshida                                                         |
| 29-3-2022                                                               | Saitama                                                                 | Giappone                                                                | 1 – 1                                                                   | Vietnam                                                                 | Qual. Mondiali 2022                                                     | Maya Yoshida | Cap: M. Yoshida                                                         |
| 2-6-2022                                                                | Sapporo                                                                 | Giappone                                                                | 4 – 1                                                                   | Paraguay                                                                | Amichevole                                                              | Takuma Asano Daichi Kamada Kaoru Mitoma Ao Tanaka                                                                                         | Cap: M. Yoshida                                                         |
| 6-6-2022                                                                | Tokyo                                                                   | Giappone                                                                | 0 – 1                                                                   | Brasile                                                                 | Amichevole                                                              | - | Cap: M. Yoshida                                                         |
| 10-6-2022                                                               | Kobe                                                                    | Giappone                                                                | 4 – 1                                                                   | Ghana                                                                   | Amichevole                                                              | Miki Yamane Kaoru Mitoma Takefusa Kubo Daizen Maeda                                                                                       | Cap: M. Yoshida                                                         |
| 14-6-2022                                                               | Suita                                                                   | Giappone                                                                | 0 – 3                                                                   | Tunisia                                                                 | Amichevole                                                              | - | Cap: M. Yoshida                                                         |
| 19-7-2022                                                               | Kashima                                                                 | Giappone                                                                | 6 – 0                                                                   | Hong Kong                                                               | Coppa dell'Asia orientale 2022                                          | Yūki Sōma (x2) Shūto Machino (x2) Takuma Nishimura (x2)                                                                                   | Cap: S. Taniguchi                                                       |
| 24-7-2022                                                               | Toyota                                                                  | Giappone                                                                | 0 – 0                                                                   | Cina                                                                    | Coppa dell'Asia orientale 2022                                          | - | Cap: S. Sasaki                                                          |
| 27-7-2022                                                               | Toyota                                                                  | Giappone                                                                | 3 – 0                                                                   | Corea del Sud                                                           | Coppa dell'Asia orientale 2022                                          | Yūki Sōma Shō Sasaki Shūto Machino | Cap: S. Taniguchi                                                       |
| 23-9-2022                                                               | Düsseldorf                                                              | Giappone                                                                | 2 – 0                                                                   | Stati Uniti                                                             | Amichevole                                                              | Daichi Kamada Kaoru Mitoma | Cap: M. Yoshida                                                         |
| 27-9-2022                                                               | Düsseldorf                                                              | Giappone                                                                | 0 – 0                                                                   | Ecuador                                                                 | Amichevole                                                              | - | Cap: G. Shibasaki                                                       |
| 17-11-2022                                                              | Dubai                                                                   | Giappone                                                                | 1 – 2                                                                   | Canada                                                                  | Amichevole                                                              | Yūki Sōma | Cap: G. Shibasaki                                                       |
| 23-11-2022                                                              | Al Rayyan                                                               | Germania                                                                | 1 – 2                                                                   | Giappone                                                                | Mondiali 2022 - 1º turno                                                | Ritsu Dōan Takuma Asano | Cap: M. Yoshida                                                         |
| 27-11-2022                                                              | Al Rayyan                                                               | Giappone                                                                | 0 – 1                                                                   | Costa Rica                                                              | Mondiali 2022 - 1º turno                                                | | Cap: M. Yoshida                                                         |
| 1-12-2022                                                               | Al Rayyan                                                               | Giappone                                                                | 2 – 1                                                                   | Spagna                                                                  | Mondiali 2022 - 1º turno                                                | Ritsu Dōan Ao Tanaka | Cap: M. Yoshida                                                         |
| 5-12-2022                                                               | Al Wakrah                                                               | Giappone                                                                | 1 – 1 dts (1 - 3 dtr)                                                   | Croazia                                                                 | Mondiali 2022 - Ottavi di finale                                        | Daizen Maeda | Cap: M. Yoshida                                                         |
| 24-3-2023                                                               | Tokyo                                                                   | Giappone                                                                | 1 – 1                                                                   | Uruguay                                                                 | Amichevole                                                              | Takuma Nishimura | Cap: W. Endō                                                            |
| 28-3-2023                                                               | Osaka                                                                   | Giappone                                                                | 1 – 2                                                                   | Colombia                                                                | Amichevole                                                              | Kaoru Mitoma | Cap: K. Itakura                                                         |
| 15-6-2023                                                               | Toyota                                                                  | Giappone                                                                | 6 – 0                                                                   | El Salvador                                                             | Amichevole                                                              | Shōgo Taniguchi Ayase Ueda (rig.) Takefusa Kubo Ritsu Dōan Keito Nakamura Kyōgo Furuhashi                                                 | Cap: H. Morita                                                          |
| 20-6-2023                                                               | Suita                                                                   | Giappone                                                                | 4 – 1                                                                   | Perù                                                                    | Amichevole                                                              | Hiroki Itō Kaoru Mitoma Jun'ya Itō Daizen Maeda                                                                                           | Cap: W. Endō                                                            |
| 9-9-2023                                                                | Wolfsburg                                                               | Germania                                                                | 1 – 4                                                                   | Giappone                                                                | Amichevole                                                              | Jun'ya Itō Ayase Ueda Takuma Asano Ao Tanaka                                                                                              | Cap: W. Endō                                                            |
| 12-9-2023                                                               | Genk                                                                    | Giappone                                                                | 4 – 2                                                                   | Turchia                                                                 | Amichevole                                                              | Atsuki Itō Keito Nakamura (x2) Jun'ya Itō (rig.)                                                                                          | Cap: A. Tanaka                                                          |
| 13-10-2023                                                              | Niigata                                                                 | Giappone                                                                | 4 – 1                                                                   | Canada                                                                  | Amichevole                                                              | Ao Tanaka (x2) Keito Nakamura Autorete | Cap: W. Endō                                                            |
| 17-10-2023                                                              | Kōbe                                                                    | Giappone                                                                | 2 – 0                                                                   | Tunisia                                                                 | Amichevole                                                              | Kyōgo Furuhashi Jun'ya Itō | Cap: W. Endō                                                            |
| 16-11-2023                                                              | Suita                                                                   | Giappone                                                                | 5 – 0                                                                   | Birmania                                                                | Qual. Mondiali 2026                                                     | Ayase Ueda (x3) Daichi Kamada Ritsu Dōan                                                                                                  | Cap: Y. Nakayama                                                        |
| 21-11-2023                                                              | Gedda                                                                   | Siria                                                                   | 0 – 5                                                                   | Giappone                                                                | Qual. Mondiali 2026                                                     | Takefusa Kubo Ayase Ueda (x2) Yukinari Sugawara Mao Hosoya                                                                                | Cap: W. Endō                                                            |
| 1-1-2024                                                                | Tokyo                                                                   | Giappone                                                                | 5 – 0                                                                   | Thailandia                                                              | Amichevole                                                              | Ao Tanaka Keito Nakamura Autorete Takumu Kawamura Takumi Minamino                                                                         | Cap: J. Itō                                                             |
| 14-1-2024                                                               | Doha                                                                    | Giappone                                                                | 4 – 2                                                                   | Vietnam                                                                 | Coppa d'Asia 2023 - 1º turno                                            | Takumi Minamino (x2) Keito Nakamura Ayase Ueda                                                                                            | Cap: W. Endō                                                            |
| 19-1-2024                                                               | Al Rayyan                                                               | Iraq                                                                    | 2 – 1                                                                   | Giappone                                                                | Coppa d'Asia 2023 - 1º turno                                            | Wataru Endō | Cap: W. Endō                                                            |
| 24-1-2024                                                               | Doha                                                                    | Giappone                                                                | 3 – 1                                                                   | Indonesia                                                               | Coppa d'Asia 2023 - 1º turno                                            | Ayase Ueda (rig.) Ayase Ueda Autorete | Cap: W. Endō                                                            |
| 31-1-2024                                                               | Doha                                                                    | Bahrein                                                                 | 1 – 3                                                                   | Giappone                                                                | Coppa d'Asia 2023 - Ottavi di finale                                    | Ritsu Dōan Takefusa Kubo Ayase Ueda | Cap: W. Endō                                                            |
| 3-2-2024                                                                | Al Rayyan                                                               | Iran                                                                    | 2 – 1                                                                   | Giappone                                                                | Coppa d'Asia 2023 - Quarti di finale                                    | Hidemasa Morita | Cap: W. Endō                                                            |
| 21-3-2024                                                               | Tokyo                                                                   | Giappone                                                                | 1 – 0                                                                   | Corea del Nord                                                          | Qual. Mondiali 2026                                                     | Ao Tanaka | Cap: K. Itakura                                                         |
| 6-6-2024                                                                | Yangon                                                                  | Birmania                                                                | 0 – 5                                                                   | Giappone                                                                | Qual. Mondiali 2026                                                     | Keito Nakamura (x2) Ritsu Dōan Kōki Ogawa (x2)                                                                                            | Cap: S. Taniguchi                                                       |
| 11-6-2024                                                               | Hiroshima                                                               | Giappone                                                                | 5 – 0                                                                   | Siria                                                                   | Qual. Mondiali 2026                                                     | Ayase Ueda Ritsu Dōan Autorete Yūki Sōma (rig.) Takumi Minamino                                                                           | Cap: W. Endō                                                            |
| 5-9-2024                                                                | Saitama                                                                 | Giappone                                                                | 7 – 0                                                                   | Cina                                                                    | Qual. Mondiali 2026                                                     | Wataru Endō Kaoru Mitoma Takumi Minamino (x2) Jun'ya Itō Daizen Maeda Takefusa Kubo                                                       | Cap: W. Endō                                                            |
| 10-9-2024                                                               | Riffa                                                                   | Bahrein                                                                 | 0 – 5                                                                   | Giappone                                                                | Qual. Mondiali 2026                                                     | Ayase Ueda (rig.) Ayase Ueda Hidemasa Morita (x2) Kōki Ogawa                                                                              | Cap: W. Endō                                                            |
| 10-10-2024                                                              | Gedda                                                                   | Arabia Saudita                                                          | 0 – 2                                                                   | Giappone                                                                | Qual. Mondiali 2026                                                     | Daichi Kamada Kōki Ogawa | Cap: W. Endō                                                            |
| 15-10-2024                                                              | Saitama                                                                 | Giappone                                                                | 1 – 1                                                                   | Australia                                                               | Qual. Mondiali 2026                                                     | Autorete | Cap: H. Morita                                                          |
| 15-11-2024                                                              | Giacarta                                                                | Indonesia                                                               | 0 – 4                                                                   | Giappone                                                                | Qual. Mondiali 2026                                                     | Autorete Takumi Minamino Hidemasa Morita Yukinari Sugawara                                                                                | Cap: W. Endō                                                            |
| 19-11-2024                                                              | Xiamen                                                                  | Cina                                                                    | 1 – 3                                                                   | Giappone                                                                | Qual. Mondiali 2026                                                     | Kōki Ogawa (x2) Kō Itakura | Cap: W. Endō                                                            |
| 20-3-2025                                                               | Saitama                                                                 | Giappone                                                                | 2 – 0                                                                   | Bahrein                                                                 | Qual. Mondiali 2026                                                     | Daichi Kamada Takefusa Kubo | Cap: W. Endō                                                            |
| 25-3-2025                                                               | Saitama                                                                 | Giappone                                                                | 0 – 0                                                                   | Arabia Saudita                                                          | Qual. Mondiali 2026                                                     | - | Cap: W. Endō                                                            |
| 5-6-2025                                                                | Perth                                                                   | Australia                                                               | 1 – 0                                                                   | Giappone                                                                | Qual. Mondiali 2026                                                     | - | Cap: D. Kamada                                                          |
| 10-6-2025                                                               | Suita                                                                   | Giappone                                                                | 6 – 0                                                                   | Indonesia                                                               | Qual. Mondiali 2026                                                     | Daichi Kamada (x2) Takefusa Kubo Ryōya Morishita Shūto Machino Mao Hosoya                                                                 | Cap: T. Kubo                                                            |
| 8-7-2025                                                                | Yongin                                                                  | Giappone                                                                | 6 – 1                                                                   | Hong Kong                                                               | Coppa dell'Asia orientale 2025                                          | Ryō Germain (x4) Shō Inagaki Sōta Nakamura                                                                                                | Cap: Y. Sōma                                                            |
| 12-7-2025                                                               | Yongin                                                                  | Giappone                                                                | 2 – 0                                                                   | Cina                                                                    | Coppa dell'Asia orientale 2025                                          | Mao Hosoya Henry Heroki Mochizuki | Cap: Y. Nagatomo                                                        |
| 15-7-2025                                                               | Yongin                                                                  | Corea del Sud                                                           | 0 – 1                                                                   | Giappone                                                                | Coppa dell'Asia orientale 2025                                          | Ryō Germain | Cap: Y. Sōma                                                            |
| Totale                                                                  |                                                                         | Presenze                                                                | 93                                                                      |                                                                         | Reti                                                                    | 233 |                                                                         |

#### Nazionale Olimpica
| Squadra           | Naz                 | da             | a              | Record | Record | Record | Record     | Record | Record | Record | Record |
| G                 | V                   | N              | P              | GF     | GS     | DR     | Vittorie % |        |        |        |        |
| ----------------- | ------------------- | -------------- | -------------- | ------ | ------ | ------ | ---------- | ------ | ------ | ------ | ------ |
| Giappone Olimpica | Giappone (bandiera) | 11 luglio 2024 | 11 agosto 2024 | 7      | 3      | 2      | 2          | 9      | 6      | +3     | 42,86  |

| Cronologia completa delle presenze e delle reti in nazionale ― Giappone olimpica | Cronologia completa delle presenze e delle reti in nazionale ― Giappone olimpica | Cronologia completa delle presenze e delle reti in nazionale ― Giappone olimpica | Cronologia completa delle presenze e delle reti in nazionale ― Giappone olimpica | Cronologia completa delle presenze e delle reti in nazionale ― Giappone olimpica | Cronologia completa delle presenze e delle reti in nazionale ― Giappone olimpica | Cronologia completa delle presenze e delle reti in nazionale ― Giappone olimpica | Cronologia completa delle presenze e delle reti in nazionale ― Giappone olimpica |
| Data                                                                             | Città                                                                            | In casa                                                                          | Risultato                                                                        | Ospiti                                                                           | Competizione                                                                     | Reti                                                                             | Note                                                                             |
| -------------------------------------------------------------------------------- | -------------------------------------------------------------------------------- | -------------------------------------------------------------------------------- | -------------------------------------------------------------------------------- | -------------------------------------------------------------------------------- | -------------------------------------------------------------------------------- | -------------------------------------------------------------------------------- | -------------------------------------------------------------------------------- |
| 17-7-2021                                                                        | Kobe                                                                             | Giappone olimpica                                                                | 1 – 1                                                                            | Spagna olimpica                                                                  | Amichevole                                                                       | Ritsu Doan                                                                       | Cap: M.Yoshida                                                                   |
| 22-7-2021                                                                        | Tokyo                                                                            | Giappone olimpica                                                                | 1 – 0                                                                            | Sudafrica olimpica                                                               | Olimpiadi 2020 - 1°turno                                                         | Takefusa Kubo                                                                    | Cap: M.Yoshida                                                                   |
| 25-7-2021                                                                        | Saitama                                                                          | Giappone olimpica                                                                | 2 – 1                                                                            | Messico olimpica                                                                 | Olimpiadi 2020 - 1°turno                                                         | Takefusa Kubo Ritsu Doan (rig.)                                                  | Cap: M.Yoshida                                                                   |
| 28-7-2021                                                                        | Yokohama                                                                         | Francia olimpica                                                                 | 0 – 4                                                                            | Giappone olimpica                                                                | Olimpiadi 2020 - 1°turno                                                         | Takefusa Kubo Hiroki Sakai Koji Miyoshi Daizen Maeda                             | Cap: M.Yoshida                                                                   |
| 31-7-2021                                                                        | Kashima                                                                          | Giappone olimpica                                                                | 0 – 0 dts (4 - 2 dcr)                                                            | Nuova Zelanda olimpica                                                           | Olimpiadi 2020 - Quarti di finale                                                | -                                                                                | Cap: M.Yoshida                                                                   |
| 3-8-2021                                                                         | Saitama                                                                          | Giappone olimpica                                                                | 0 – 1 dts                                                                        | Spagna olimpica                                                                  | Olimpiadi 2020 - Semifinale                                                      | -                                                                                | Cap: M.Yoshida                                                                   |
| 6-8-2021                                                                         | Saitama                                                                          | Messico olimpica                                                                 | 3 – 1                                                                            | Giappone olimpica                                                                | Olimpiadi 2020 - Finale 3°-4° posto                                              | Kaoru Mitoma                                                                     | Cap: M.Yoshida                                                                   |
| Totale                                                                           |                                                                                  | Presenze                                                                         | 7                                                                                |                                                                                  | Reti                                                                             | 9                                                                                |                                                                                  |

## Palmarès

### Giocatore

#### Nazionale
- Coppa d'Asia: 1

1992

### Allenatore

#### Club
- Campionato giapponese: 3

Sanfrecce Hiroshima: 2012, 2013, 2015
- Supercoppa del Giappone: 3

Sanfrecce Hiroshima: 2013, 2014, 2016

#### Nazionale
- Giochi asiatici: 1

2018
- Coppa dell'Asia orientale: 1

2022

#### Individuale
- Allenatore dell'anno del campionato giapponese: 3

2012, 2013, 2015